# Campionat del món d'escacs de 1978
El Campionat del món d'escacs de 1978 va ser disputat per Anatoli Kàrpov i Víktor Kortxnoi a Baguio City, Filipines del 18 de juliol al 18 d'octubre de 1978. Karpov va ser el vencedor.
El matx de 1978 mereix la seva reputació com el matx del campionat del món més estrany que mai s'hagi jugat. L'equip de Kàrpov va incloure el doctor Zukhar (un hipnotitzador molt conegut), mentre que Kortxnoi va adoptar dos renegats locals llavors en llibertat sota fiança per intent d'assassinat. Hi va haver més controvèrsies fora del tauler, amb histrionisme que van des d'una radiografia de les cadires, les protestes sobre les banderes utilitzades en el tauler, queixes d'hipnotisme i les ulleres reflectants utilitzades per Kortxnoi. Quan l'equip de Kàrpov li va enviar un iogurt durant una partida sense cap sol·licitud de ningú de Kàrpov, l'equip de Kortxnoi va protestar, al·legant que hi podria haver algun tipus de codi. Més tard van dir que això va ser pensat com una paròdia de les protestes anteriors, però va ser pres seriosament en el moment.
En la qualitat de les partides, el matx en si mai es mesura fins als titulars de la premsa que genera, malgrat haver estat una competició esportiva que va tenir la seva quota d'emoció. El matx acabaria amb el primer jugador a guanyar sis partides, no comptant les taules. Després de 17 partides, Kàrpov s'imposava per 4-1. Kortxnoi va guanyar la partida 21, però Kàrpov va guanyar la partida 27, apropant-se a la victòria amb un avantatge de 5-2. Kortxnoi es va defensar valentament i va assolir tres victòries i un empat en les següents quatre partides, per igualar el matx a 5-5 després de 31 partides. No obstant això, Kàrpov va guanyar la partida següent, i el matx, per 6-5, amb 21 taules.

## Torneigs interzonals de 1976
El torneig interzonal va tenir lloc el 1976 a Manila i Biel, on es classificaven els tres primers pel Torneig de Candidats.
|    |                                      | Elo  | 1 | 2 | 3 | 4 | 5 | 6 | 7 | 8 | 9 | 10 | 11 | 12 | 13 | 14 | 15 | 16 | 17 | 18 | 19 | 20 | Total | Desempat |
| -- | ------------------------------------ | ---- | - | - | - | - | - | - | - | - | - | -- | -- | -- | -- | -- | -- | -- | -- | -- | -- | -- | ----- | -------- |
| 1  | Henrique Mecking (Brasil)            | 2620 | - | ½ | ½ | 1 | ½ | ½ | ½ | 1 | ½ | 0  | ½  | 1  | ½  | 1  | 1  | ½  | ½  | 1  | 1  | 1  | 13    |          |
| 2  | Lev Polugaievski (Unió Soviètica)    | 2635 | ½ | - | 0 | ½ | ½ | ½ | ½ | ½ | 1 | ½  | 1  | ½  | ½  | 1  | ½  | 1  | 1  | ½  | 1  | 1  | 12½   | 108.75   |
| 3  | Vlastimil Hort (Txecoslovàquia)      | 2600 | ½ | 1 | - | 0 | ½ | 0 | ½ | 0 | ½ | ½  | 1  | ½  | 1  | ½  | 1  | 1  | 1  | 1  | 1  | 1  | 12½   | 106.25   |
| 4  | Vitali Tseixkovski (Unió Soviètica)  | 2550 | 0 | ½ | 1 | - | ½ | ½ | 0 | 1 | ½ | ½  | ½  | ½  | 0  | 1  | 1  | 1  | 1  | ½  | 1  | 1  | 12    |          |
| 5  | Zoltán Ribli (Hongria)               | 2475 | ½ | ½ | ½ | ½ | - | 1 | 1 | 1 | ½ | 0  | ½  | 0  | 1  | 1  | ½  | 0  | ½  | ½  | 1  | 1  | 11½   | 106.50   |
| 6  | Ljubomir Ljubojević (Iugoslàvia)     | 2620 | ½ | ½ | 1 | ½ | 0 | - | 0 | 0 | 1 | ½  | 0  | ½  | 1  | 1  | 1  | 1  | ½  | 1  | ½  | 1  | 11½   | 101.75   |
| 7  | Lubomir Kavalek (Estats Units)       | 2540 | ½ | ½ | ½ | 1 | 0 | 1 | - | ½ | ½ | 1  | ½  | 1  | 0  | ½  | 0  | 0  | ½  | ½  | 1  | 1  | 10½   | 98.00    |
| 8  | Oscar Panno (Argentina)              | 2520 | 0 | ½ | 1 | 0 | 0 | 1 | ½ | - | 1 | 1  | 0  | ½  | ½  | 0  | ½  | ½  | 1  | 1  | ½  | 1  | 10½   | 92.25    |
| 9  | Iuri Balaixov (Unió Soviètica)       | 2545 | ½ | 0 | ½ | ½ | ½ | 0 | ½ | 0 | - | 1  | ½  | ½  | ½  | 1  | ½  | ½  | 1  | 1  | 1  | ½  | 10½   | 90.00    |
| 10 | Borís Spasski (Unió Soviètica)       | 2630 | 1 | ½ | ½ | ½ | 1 | ½ | 0 | 0 | 0 | -  | ½  | 1  | ½  | ½  | ½  | ½  | ½  | ½  | ½  | 1  | 10    | 94.00    |
| 11 | Florin Gheorghiu (Romania)           | 2540 | ½ | 0 | 0 | ½ | ½ | 1 | ½ | 1 | ½ | ½  | -  | 1  | ½  | ½  | ½  | ½  | 0  | ½  | 1  | ½  | 10    | 93.00    |
| 12 | Wolfgang Uhlmann (Alemanya Oriental) | 2555 | 0 | ½ | ½ | ½ | 1 | ½ | 0 | ½ | ½ | 0  | 0  | -  | 1  | 1  | ½  | 1  | 1  | ½  | 0  | 1  | 10    | 90.00    |
| 13 | Sergio Mariotti (Itàlia)             | 2470 | ½ | ½ | 0 | 1 | 0 | 0 | 1 | ½ | ½ | ½  | ½  | 0  | -  | 1  | ½  | ½  | 1  | 1  | 1  | 0  | 10    | 88.50    |
| 14 | Miguel Quinteros (Argentina)         | 2540 | 0 | 0 | ½ | 0 | 0 | 0 | ½ | 1 | 0 | ½  | ½  | 0  | 0  | -  | 1  | 1  | 1  | 1  | 1  | 1  | 9     |          |
| 15 | Walter Browne (Estats Units)         | 2585 | 0 | ½ | 0 | 0 | ½ | 0 | 1 | ½ | ½ | ½  | ½  | ½  | ½  | 0  | -  | 1  | 1  | ½  | 0  | 1  | 8½    |          |
| 16 | Eugenio Torre (Filipines)            | 2505 | ½ | 0 | 0 | 0 | 1 | 0 | 1 | ½ | ½ | ½  | ½  | 0  | ½  | 0  | 0  | -  | 0  | 1  | 1  | 0  | 7     |          |
| 17 | Peter Biyiasas (Canadà)              | 2460 | ½ | 0 | 0 | 0 | ½ | ½ | ½ | 0 | 0 | ½  | 1  | 0  | 0  | 0  | 0  | 1  | -  | 1  | ½  | 0  | 6     |          |
| 18 | Ludek Pachman (Alemanya Occidental)  | 2520 | 0 | ½ | 0 | ½ | ½ | 0 | ½ | 0 | 0 | ½  | ½  | ½  | 0  | 0  | ½  | 0  | 0  | -  | ½  | ½  | 5     | 47.50    |
| 19 | Tan Lian Ann (Singapore)             | 2365 | 0 | 0 | 0 | 0 | 0 | ½ | 0 | ½ | 0 | ½  | 0  | 1  | 0  | 0  | 1  | 0  | ½  | ½  | -  | ½  | 5     | 42.50    |
| 20 | Khosro Harandi (Iran)                | 2380 | 0 | 0 | 0 | 0 | 0 | 0 | 0 | 0 | ½ | 0  | ½  | 0  | 1  | 0  | 0  | 1  | 1  | ½  | ½  | -  | 5     | 38.25    |
Mecking, Polugaevsky, i Hort es varen classificar pel Torneig de Candidats.
|    |                                     | Elo  | 1 | 2 | 3 | 4 | 5 | 6 | 7 | 8 | 9 | 10 | 11 | 12 | 13 | 14 | 15 | 16 | 17 | 18 | 19 | 20 | Total | Desempat |
| -- | ----------------------------------- | ---- | - | - | - | - | - | - | - | - | - | -- | -- | -- | -- | -- | -- | -- | -- | -- | -- | -- | ----- | -------- |
| 1  | Bent Larsen (Dinamarca)             | 2625 | - | 0 | 1 | ½ | ½ | 0 | ½ | ½ | ½ | ½  | 1  | ½  | 1  | ½  | ½  | 1  | 1  | 1  | 1  | 1  | 12½   |          |
| 2  | Tigran Petrossian (Unió Soviètica)  | 2635 | 1 | - | ½ | ½ | ½ | ½ | 1 | ½ | ½ | ½  | ½  | 1  | ½  | ½  | ½  | 1  | ½  | 0  | 1  | 1  | 12    | 110.75   |
| 3  | Lajos Portisch (Hongria)            | 2625 | 0 | ½ | - | 0 | ½ | ½ | ½ | 1 | 1 | 1  | 1  | 1  | ½  | 1  | 1  | 0  | ½  | 1  | 0  | 1  | 12    | 108.25   |
| 4  | Mikhail Tal (Unió Soviètica)        | 2615 | ½ | ½ | 1 | - | 0 | 1 | 1 | ½ | ½ | ½  | ½  | ½  | ½  | ½  | ½  | ½  | ½  | 1  | 1  | 1  | 12    | 107.50   |
| 5  | Vassili Smislov (Unió Soviètica)    | 2580 | ½ | ½ | ½ | 1 | - | 0 | ½ | 1 | ½ | ½  | ½  | ½  | ½  | 1  | ½  | ½  | 1  | 1  | ½  | ½  | 11½   | 106.25   |
| 6  | Robert Byrne (Estats Units)         | 2540 | 1 | ½ | ½ | 0 | 1 | - | ½ | ½ | 0 | ½  | ½  | ½  | 1  | ½  | ½  | ½  | 1  | 1  | ½  | 1  | 11½   | 103.00   |
| 7  | Robert Hübner (Alemanya Occidental) | 2585 | ½ | 0 | ½ | 0 | ½ | ½ | - | ½ | 1 | ½  | ½  | ½  | 1  | 1  | ½  | ½  | 1  | ½  | 1  | 1  | 11½   | 99.00    |
| 8  | Ulf Andersson (Suècia)              | 2585 | ½ | ½ | 0 | ½ | 0 | ½ | ½ | - | 0 | ½  | 0  | ½  | ½  | ½  | 1  | 1  | 1  | 1  | 1  | 1  | 10½   |          |
| 9  | István Csom (Hongria)               | 2490 | ½ | ½ | 0 | ½ | ½ | 1 | 0 | 1 | - | ½  | 0  | 0  | 0  | 1  | 1  | 1  | 0  | 1  | 1  | ½  | 10    | 89.75    |
| 10 | Iefim Hèl·ler (Unió Soviètica)      | 2620 | ½ | ½ | 0 | ½ | ½ | ½ | ½ | ½ | ½ | -  | ½  | 1  | ½  | ½  | 0  | ½  | 1  | 0  | 1  | 1  | 10    | 89.00    |
| 11 | Jan Smejkal (Txecoslovàquia)        | 2615 | 0 | ½ | 0 | ½ | ½ | ½ | ½ | 1 | 1 | ½  | -  | 0  | ½  | 1  | 1  | ½  | ½  | 1  | ½  | 1  | 10    | 87.50    |
| 12 | Gennadi Sosonko (Països Baixos)     | 2505 | ½ | 0 | 0 | ½ | ½ | ½ | ½ | ½ | 1 | 0  | 1  | -  | ½  | ½  | ½  | ½  | ½  | ½  | ½  | 1  | 9½    |          |
| 13 | Vladimir Liberzon (Israel)          | 2540 | 0 | ½ | ½ | ½ | ½ | 0 | 0 | ½ | 1 | ½  | ½  | ½  | -  | 0  | ½  | 1  | ½  | ½  | 1  | ½  | 9     | 80.00    |
| 14 | Kenneth Rogoff (Estats Units)       | 2480 | ½ | ½ | 0 | ½ | 0 | ½ | 0 | ½ | 0 | ½  | 1  | ½  | 1  | -  | ½  | 0  | ½  | 1  | 1  | ½  | 9     | 78.75    |
| 15 | Borís Gulko (Unió Soviètica)        | 2530 | ½ | ½ | 0 | ½ | ½ | ½ | ½ | 0 | 0 | 1  | 0  | ½  | ½  | ½  | -  | ½  | 0  | 1  | 1  | 1  | 9     | 77.00    |
| 16 | Raúl Sanguineti (Argentina)         | 2480 | 0 | 0 | 1 | ½ | ½ | ½ | ½ | 0 | 0 | ½  | ½  | ½  | 0  | 1  | ½  | -  | ½  | ½  | ½  | 1  | 8½    |          |
| 17 | Aleksandar Matanović (Iugoslàvia)   | 2525 | 0 | ½ | ½ | ½ | 0 | 0 | 0 | 0 | 1 | 0  | ½  | ½  | ½  | ½  | 1  | ½  | -  | ½  | ½  | 1  | 8     |          |
| 18 | Oscar Castro (Colòmbia)             | 2380 | 0 | 1 | 0 | 0 | 0 | 0 | ½ | 0 | 0 | 1  | 0  | ½  | ½  | 0  | 0  | ½  | ½  | -  | 1  | ½  | 6     |          |
| 19 | André Lombard (Suïssa)              | 2420 | 0 | 0 | 1 | 0 | ½ | ½ | 0 | 0 | 0 | 0  | ½  | ½  | 0  | 0  | 0  | ½  | ½  | 0  | -  | 1  | 5     |          |
| 20 | Joaquin Carlos Diaz (Cuba)          | 2385 | 0 | 0 | 0 | 0 | ½ | 0 | 0 | 0 | ½ | 0  | 0  | 0  | ½  | ½  | 0  | 0  | 0  | ½  | 0  | -  | 2½    |          |
Larsen es va classificar directament per al Torneig de Candidats. Petrosian, Portisch, i Tal varen disputar una eliminatòria a Varese més endavant per als dos llocs restants, dels quals Petrosian i Portisch es varen classificar.
|   |                                  | Rating | 1    | 2    | 3    | Total |
| - | -------------------------------- | ------ | ---- | ---- | ---- | ----- |
| 1 | Tigran Petrossian (Soviet Union) | 2635   | -    | 1=== | ==== | 4½    |
| 2 | Lajos Portisch (Hongria)         | 2625   | 0=== | -    | =1== | 4     |
| 3 | Mikhail Tal (Soviet Union)       | 2615   | ==== | =0== | -    | 3½    |

## Torneig de Candidats de 1977
Com a perdedor del darrer campionat i subcampió dels torneigs de candidats anteriors, respectivament, Kortxnoi i Bobby Fischer es varen classificar directament en el torneig. Quan Fischer s'hi va negar, Spassky, com a semifinalista del torneig anterior, se li va oferir ocupar el seu lloc. Els dos caps de sèrie es varen unir als tres primers de cadascuna de les dues interzonals. Víktor Kortxnoi era apàtrida i va jugar sota bandera de la FIDE.
|                         | 1st Round               | 1st Round               | 1st Round               |                         |                         | Semifinals           | Semifinals           | Semifinals           |                      |                      | Final                  | Final                  | Final                  |                        |                        |
|                         |                         |                         |                         |                         |                         |                      |                      |                      |                      |                      |                        |                        |                        |                        |                        |
|                         | Il Ciocco, Feb-Mar 1977 |                         |                         |                         |                         |                      |                      |                      |                      |                      |                        |                        |                        |                        |                        |
|                         |                         | Víktor Kortxnoi         | 6½                      |                         |                         |                      |                      |                      |                      |                      |                        |                        |                        |                        |                        |
|                         |                         | Tigran Petrossian       | 5½                      |                         |                         | Evian, Jul 1977      | Evian, Jul 1977      | Evian, Jul 1977      | Evian, Jul 1977      | Evian, Jul 1977      |                        |                        |                        |                        |                        |
|                         |                         |                         |                         |                         |                         | Víktor Kortxnoi      | 8½                   |                      |                      |                      |                        |                        |                        |                        |                        |
| Lucerne, Feb-Mar 1977   | Lucerne, Feb-Mar 1977   | Lucerne, Feb-Mar 1977   | Lucerne, Feb-Mar 1977   |                         |                         | Lev Polugaievski     | 4½                   |                      |                      |                      |                        |                        |                        |                        |                        |
|                         |                         | Lev Polugaievski        | 6½                      |                         |                         |                      |                      |                      |                      |                      |                        |                        |                        |                        |                        |
|                         |                         | Henrique Mecking        | 5½                      |                         |                         |                      |                      |                      |                      |                      | Belgrade, Nov-Des 1977 | Belgrade, Nov-Des 1977 | Belgrade, Nov-Des 1977 | Belgrade, Nov-Des 1977 | Belgrade, Nov-Des 1977 |
|                         |                         |                         |                         |                         |                         |                      |                      |                      |                      |                      |                        | Víktor Kortxnoi        | 10½                    |                        |                        |
|                         | Reykjavik, Feb-Mar 1977 | Reykjavik, Feb-Mar 1977 | Reykjavik, Feb-Mar 1977 | Reykjavik, Feb-Mar 1977 | Reykjavik, Feb-Mar 1977 |                      |                      |                      |                      |                      |                        | Borís Spasski          | 7½                     |                        |                        |
|                         |                         | Borís Spasski           | 8½                      |                         |                         |                      |                      |                      |                      |                      |                        |                        |                        |                        |                        |
|                         |                         | Vlastimil Hort          | 7½                      |                         |                         | Geneva, Jul-Ago 1977 | Geneva, Jul-Ago 1977 | Geneva, Jul-Ago 1977 | Geneva, Jul-Ago 1977 | Geneva, Jul-Ago 1977 |                        |                        |                        |                        |                        |
|                         |                         |                         |                         |                         |                         | Borís Spasski        | 8½                   |                      |                      |                      |                        |                        |                        |                        |                        |
| Rotterdam, Feb-Mar 1977 | Rotterdam, Feb-Mar 1977 | Rotterdam, Feb-Mar 1977 | Rotterdam, Feb-Mar 1977 |                         |                         | Lajos Portisch       | 6½                   |                      |                      |                      |                        |                        |                        |                        |                        |
|                         |                         | Bent Larsen             | 3½                      |                         |                         |                      |                      |                      |                      |                      |                        |                        |                        |                        |                        |
|                         |                         | Lajos Portisch          | 6½                      |                         |                         |                      |                      |                      |                      |                      |                        |                        |                        |                        |                        |

Korchnoi va derrotar per estret marge a Petrosian de nou a quarts de final del torneig de candidats, i després va guanyar còmodament les seves partides contra Polugaevsky i Spassky, emergint com el retador oficial a Karpov.

## Matx del campionat del món
El primer jugador a guanyar sis partides seria el campió.
|                                 | 1 | 2 | 3 | 4 | 5 | 6 | 7 | 8 | 9 | 10 | 11 | 12 | 13 | 14 | 15 | 16 | 17 | 18 | 19 | 20 | 21 | 22 | 23 | 24 | 25 | 26 | 27 | 28 | 29 | 30 | 31 | 32 | Victòries | Total |
| ------------------------------- | - | - | - | - | - | - | - | - | - | -- | -- | -- | -- | -- | -- | -- | -- | -- | -- | -- | -- | -- | -- | -- | -- | -- | -- | -- | -- | -- | -- | -- | --------- | ----- |
| Anatoli Kàrpov (Unió Soviètica) | = | = | = | = | = | = | = | 1 | = | =  | 0  | =  | 1  | 1  | =  | =  | 1  | =  | =  | =  | 0  | =  | =  | =  | =  | =  | 1  | 0  | 0  | =  | 0  | 1  | 6         | 16½   |
| Víktor Kortxnoi (FIDE)          | = | = | = | = | = | = | = | 0 | = | =  | 1  | =  | 0  | 0  | =  | =  | 0  | =  | =  | =  | 1  | =  | =  | =  | =  | =  | 0  | 1  | 1  | =  | 1  | 0  | 5         | 15½   |

Kàrpov fou el vencedor, i així retingué el títol.